# Quiliágono

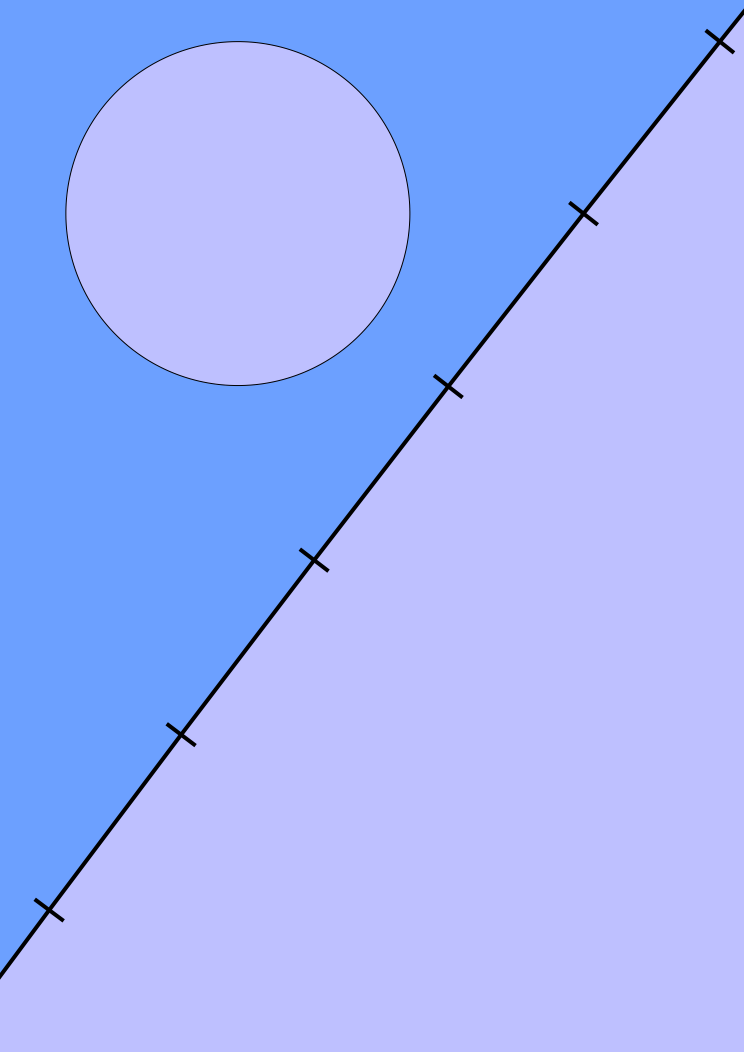
O polígono menor é um quilógono (ou quiliágono) regular. A figura maior representa uma aproximação ao lado de um tal polígono, em que cada ângulo interno é de 179º 38' 24"

Em geometria, o quilógono ou quiliágono é um polígono de 1000 lados. A soma dos seus ângulos é igual a 179.640º.
Um quilógono regular (equiângulo) teria cada um dos seus ângulos internos com um igual à 179º 38' 24" e cada um de seus ângulos externos com valor igual a 21' 36".
O quiliágono foi utilizado por Arquimedes na sua estimativa do diâmetro aparente do Sol, com base em que este diâmetro era maior que o lado de um quiliágono. Arquimedes usou estimativas conservadoras: o diâmetro aparente do Sol é da ordem de meio grau, enquanto o arco do quiliágono é de cerca de um terço do grau.